# Hanna Koutsun
Hanna Koutsun (24 de enero de 2002) es una deportista bielorrusa que compite en natación sincronizada. Ganó dos medallas en el Campeonato Europeo de Natación de 2021, plata en la rutina especial y bronce en combinación libre.

## Palmarés internacional
| Campeonato Europeo | Campeonato Europeo | Campeonato Europeo | Campeonato Europeo |
| Año                | Lugar              | Medalla            | Prueba             |
| ------------------ | ------------------ | ------------------ | ------------------ |
| 2021               | Budapest (Hungría) | Medalla de plata   | Rutina especial    |
| 2021               | Budapest (Hungría) | Medalla de bronce  | Combinación libre  |